# دیسپشن بی، کوئینزلند
دیسپشن بی (به انگلیسی: Deception Bay) یک حومه شهر و خلیج در استرالیا است که در کوئینزلند واقع شده‌است.